# Tele2 Арена
3Арена (швед. 3Arena) ранее Stockholmsarenan и Tele2 Арена — многофункциональный стадион с раздвижной крышей в Стокгольме, в районе Юханнесхов, к югу от центра столицы Швеции. Он используется преимущественно для проведения концертов и футбольных матчей, являясь домашней ареной для футбольных команд «Юргорден» и «Хаммарбю». Стадион вмещает от 30 000 до 35 000 зрителей во время футбольных матчей, в зависимости от количества стоящих людей. Он отвечает требованиям ФИФА и УЕФА для проведения международных игр и турниров. При подготовке к концертам вместимость Tele2 Арены увеличивается до 45 000 человек. На арене планировалось проводить соревнования по фигурному катанию, шорт-треку, хоккею с мячом, если бы Стокгольм вместе с Оре были бы выбраны местом проведения зимних Олимпийских игр 2026 года, однако соревнования теперь пройдут в итальянских городах Милан и Кортина-д’Ампеццо.

## История

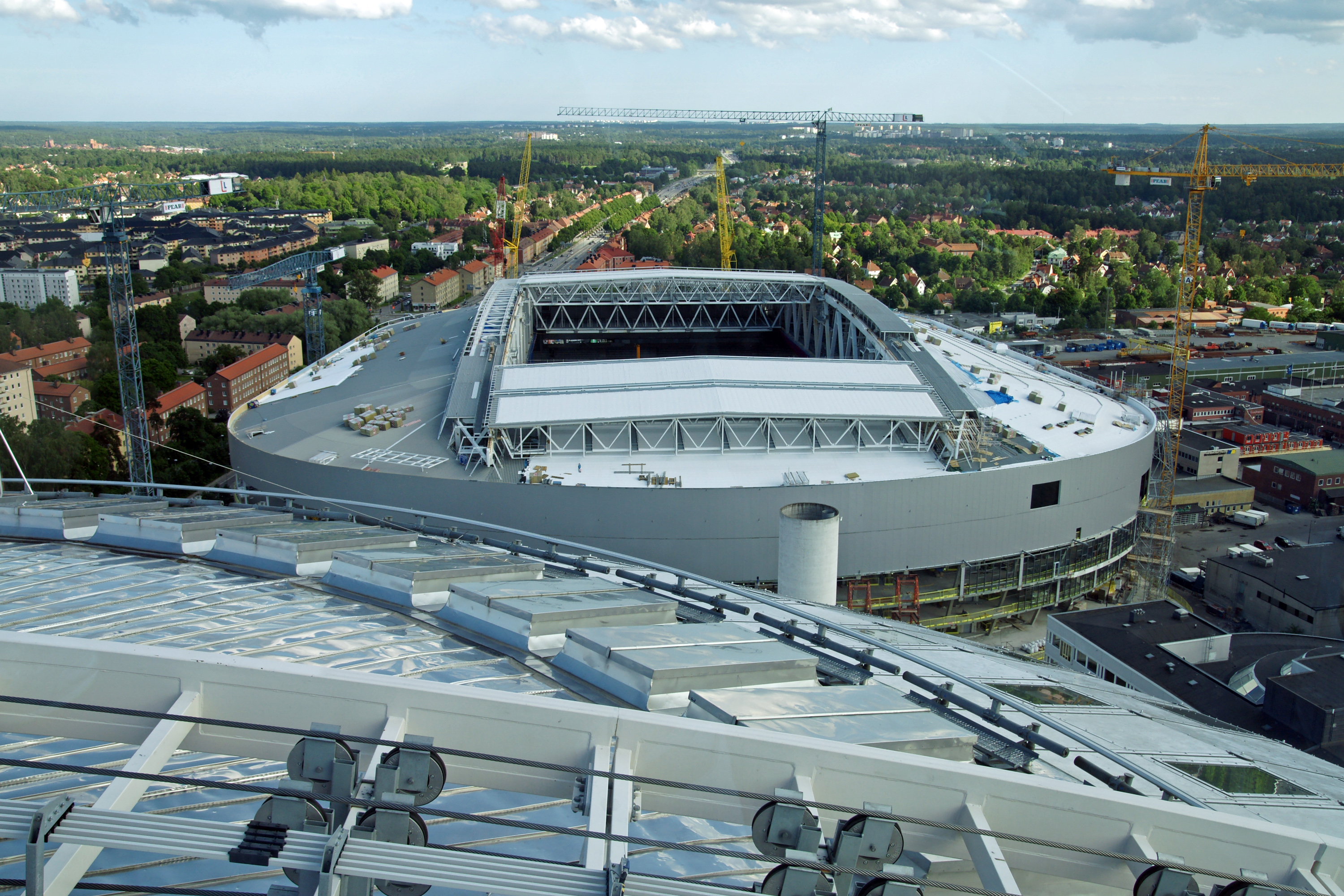
Tele2 Арена во время строительства в июне 2012 года.

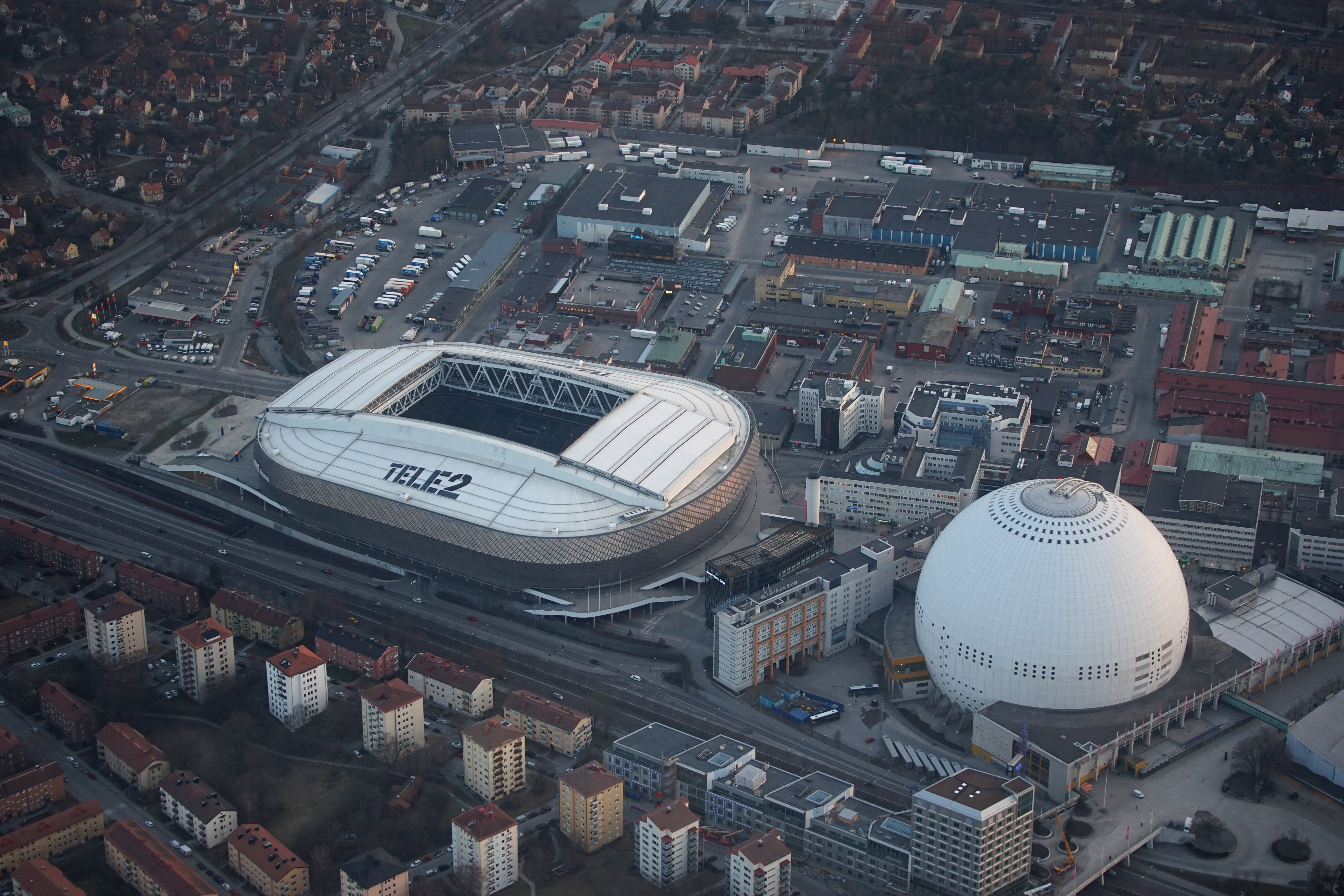
Вид на Tele2 Арену и Авичи-Арена в апреле 2018 года.

Обладая максимальной вместимостью до 40 000 человек и раздвижной крышей арена помимо футбольных матчей способна принимать у себя концерты, соревнования по конному спорту, автоспорту, ледовым видам спорта, банкеты, выставки, корпоративные мероприятия и собрания акционеров.
Стоимость строительства стадиона составила 2,7 миллиардов шведских крон, включая выкуп земли и создание подземной автостоянки под ареной. Эти средства были сбалансированы с учётом доходов от продажи прав на строительство и аренды от оператора, управляющим стадионом. Финансирование в основном покрывалось за счёт продажи земли, значительной частью которой являлся участок, на котором располагался Сёдерстадион, и связанных с этим прав на строительство коммерческих помещений. Владельцем Tele2 Арены является город Стокгольм через дочернюю компанию SGA Fastigheter AB.
Планировалось, что стадион примет у себя матч открытия чемпионата мира по хоккею с шайбой 2013 года, но из-за задержек в строительстве он был открыт лишь в июле 2013 года, через два месяца после турнира. Изначально также предполагалось, что на стадионе будут проходить финалы шведской Суперлиги по флорболу, но из-за тех же задержек было решено, что финалы в 2013 и 2014 годах будут перенесены на Мальмё-Арену. Кроме того, было принято решение, что Tele2 Арена станет национальным стадионом Швеции для соревнований по спидвею и американскому футболу.
На арене возможно искусственное замораживание льда на земле. Клуб по хоккею с мячом «Хаммарбю» воспользовался этой возможностью при первом её осуществлении, но продолжил использовать Синкенсдамм в качестве своей домашней площадки. «День хоккея с мячом» (швед. Bandyns dag) должен был быть проведён на Tele2 Арене 14 декабря 2013 года с матчем «Хаммарбю» против «ИФК Венерсборга» в качестве кульминации, но был отменён из-за проблем с подготовкой льда. Вместо этого 10 января 2014 года на Tele2 Арене состоялся матч «Хаммарбю» с командой «Сандвикен АИК».
27 июня 2013 года за несколько дней до первого футбольного матча «Хаммарбю» на их новой арене, возле стадиона было обнаружено взрывное устройство.
Первым матчем, проведённым на Tele2 Арене, стал футбольный поединок между «Хаммарбю» и «Эргрюте» 20 июля 2013 года, проходивший в рамках Суперэттан 2013. Игра, закончившаяся безголевой ничьей, собрала 29 175 зрителей, тем самым поставив рекорд посещаемости для Суперэттан. На следующий день 27 798 человек наблюдало на Tele2 Арене за матчем «Юргордена» с «Норрчёпингом» в рамках Аллсвенскан, закончившимся победой гостей со счётом 2:1.